# Madison Lintz
Madison Lintz (11 mei 1999) is een Amerikaans actrice. Zij  speelde de rol van Sophia Peletier in de televisieserie The Walking Dead.
Haar familie is tevens actief in de filmwereld; haar moeder Kelly Lintz, haar broers Matt Lintz en Macsen Lintz en haar zus Mackenzie Lintz spelen allen ook in diverse films en series. Zelf begon ze te acteren op 6-jarige leeftijd.

## Filmografie

### Film
- 2012: After, als jonge Ana
- 2012: Parental Guidance, als Ashley
- 2018: Tell Me Your Name, als Hannah

### Televisie
- 2010-2012: The Walking Dead, als Sophia Peletier
- 2011: It's Supernatural, als Natalia
- 2012: Nashville, als Dana Butler
- 2012: American Judy, als Annie
- 2015-2021: Bosch, als Maddie Bosch